# Gabriel, amor inmortal
Gabriel, amor inmortal est une mini-série de 11 épisodes. Les protagonistes principaux sont le chanteur  portoricain Chayanne et la star mexicaine Angélica Celaya, avec comme antagoniste le Vénézuélien José Luis Rodríguez "El Puma". Cette série est dirigée par le cinéaste nord-américain Agustín.
Elle comporte des effets spéciaux et est enregistrée en Haute définition en langues espagnole, anglaise et italienne.
La série est diffusée sur les ondes la première fois sur le canal MEGA TV (société de production Mega Films) en septembre 2008 puis elle a été diffusée dans le monde entier. La première chaîne à la proposer en Amérique du Sud est Telefe (en Argentine), en avril 2009 avec un taux d'audience de 13 points, selon Ibope Argentina.
La série est sortie en DVD le 9 février 2010.

## Synopsis
C'est l'histoire de Gabriel Márquez, un vampire qui cherche la rédemption de son âme. Gabriel cherche et reçoit l'aide d'un prêtre catholique, le père Miguel (Juan David Ferrer), après que son seul ami, un humain, soit mort de vieillesse.
À l'hôpital il fait la connaissance d'Eva, qui est la réincarnation de Viviana, l'épouse de Gabriel, qui a été assassinée il y a 300 ans par un vampire malveillant appelé Francisco Pizarro (le conquistador historique).
Pendant ce temps, Gabriel est poursuivi par deux autres antagonistes. D'un côté, il y a l'ex-policier Bruno (Freddy Viquez), un homme atteint de Xeroderma pigmentosum, qui cherche Gabriel pour le transformer en vampire et par conséquent lui offrir l'immortalité. D'un autre côté, l'intérêt du père Miguel pour les vampires attire, malgré lui, l'attention du Vatican. L'église envoie un groupe d'enquêteurs secrets mené par un homme appelé Santori (Sebastián Ligarde), qui, bien qu'il ne soit pas prêtre, se révèle être un fanatique religieux qui ne fait pas de distinction entre les bons et les mauvais vampires.
Après plusieurs incidents, Eva découvre qu'elle est une descendante indirecte de la prêtrise inca qui a transformé  Pizarro en vampire à l'aide d'une malédiction. Si Pizarro réussit à assassiner Eva, l'ultime descendante de la prêtrise, tous les vampires perdraient la faiblesse qu'ils ont quand ils sont exposés au soleil, aux croix et aux pieux.

## Distribution
- Chayanne : Gabriel Márquez[2]
- Angélica Celaya : Eva León / Viviana Márquez
- Sebastián Ligarde : Santori
- José Luis Rodríguez « El Puma » : Francisco Pizarro
- Laura Ferretti : Maribel
- Julián Gil : Docteur Bernardo Padrón[3]
- Renato Rossini : padre Jorge
- Mirta Renée : Vanessa
- Juan David Ferrer : padre Miguel
- Freddy Viquez : Bruno
- Álvaro Ruiz : padre Sandro
- Camila Banus
- Leonardo Krys
- Marcos Miranda
- Laura Zerra

## Lieux de tournage
Gabriel a été tourné en Haute-définition à Miami (Floride), Venise (Italie), San Juan (Porto Rico) et Cartagène (Colombie).

## Curiosités
Dans un épisode apparaît une image de Lilith de la série japonaise de télévision Neon Genesis Evangelion.